# De re metallica
De re metallica (en español: Sobre los metales) es un libro en latín publicado en Alemania a mediados del siglo XVI que aborda en detalle el estado del arte de la minería, el refinado y la fundición de metales de la época. Su autor fue Georg Bauer, cuyo pseudónimo era «Georgius Agricola», la traducción de su nombre al latín. Fue publicado en 1556, un año póstumamente, debido a un retraso en la preparación de las xilografías para el texto. El libro fue el texto de autoridad sobre la minería durante los siguientes 180 años tras su publicación. También es un importante texto sobre la química del período, y es una obra significativa para la historia de la química.

## Contexto
Hasta entonces la minería solía estar en manos de profesionales, artesanos y expertos que no estaban dispuestos a compartir sus conocimientos. Muchos de esos conocimientos eran experienciales y se habían ido acumulado a lo largo de los siglos. Ese conocimiento era transmitido oralmente por un pequeño grupo de técnicos y supervisores de minería. En la Edad Media, esas personas tenían el mismo papel de liderazgo que el que desempeñaban los maestros constructores de las grandes catedrales, tal vez también, de los propios alquimistas. Eran una pequeña élite cosmopolita dentro de la cual el conocimiento existente se transmitía y desarrollaba, pero no era compartido con el mundo exterior. Solo unos pocos autores de esa época habían escrito algo sobre la minería en sí. En parte, fue porque ese conocimiento era de difícil acceso, y también se debía a que la mayoría de los escritores encontraban que simplemente no valía la pena el esfuerzo de escribir sobre ello. Pero en el Renacimiento la opinión comenzó a cambiar. Con el transporte mejorado y con la invención de la imprenta, el conocimiento se difundió mucho más fácil y rápidamente que antes. En 1500 se publicó el primer libro impreso dedicado a la ingeniería minera, llamado Nutzlich Bergbuchleyn (de Ulrich Rulein von Calw). Sin embargo, el trabajo más importante en este género fue los doce libros de De Re Metallica de Georgius Agricola, publicado en 1556.
Agricola había pasado nueve años en la ciudad bohemia de Jáchymov (Joachimsthal), ahora en la República Checa. (Jáchymov fue famosa por sus minas de plata, y es el origen de la palabra "Thaler", y en última instancia, de "dólar"), Después de Jáchymov, pasó el resto de su vida en Chemnitz, una ciudad minera prominente en Sajonia. Ambas Joachimsthal y Chemnitz están en el distrito minero de los Erzgebirge, o montes Metálicos.

## Relevancia
El libro fue muy influyente, y durante más de un siglo después de su publicación De Re Metallica siguió siendo el tratado estándar utilizado en toda Europa. La tecnología de la minería alemana que retrató fue reconocida como la más avanzada del momento, y la riqueza metálica producida en los distritos mineros alemanes era la envidia de muchas otras naciones europeas. El libro fue reimpreso en varias ediciones latinas, así como en traducciones al alemán e italiano. La publicación en latín significaba que podía ser leída por cualquier europeo culto de la época. Los numerosos grabados y las detalladas descripciones de la maquinaria lo convirtieron en una referencia práctica para aquellos que deseasen reproducir lo último en tecnología minera.
En 1912 se publicó la primera traducción inglesa de De Re Metallica en Londres, en privado y por suscripción. Los traductores fueron Herbert Hoover, un ingeniero minero (y más tarde presidente de los Estados Unidos), y su esposa, Lou Henry Hoover, una geóloga y latinista. La traducción es notable no solo por la claridad de lenguaje, sino por las extensas notas a pie de página, que detallan las referencias clásicas de la minería y los metales. Las traducciones posteriores a otros idiomas, incluido al alemán, deben mucho a la traducción de Hoover, ya que sus notas detallan sus dificultades con la invención de Agricola de varios cientos de expresiones latinas para cubrir la minería alemana y términos de la molienda desconocidos en el latín clásico. La traducción más importante, aparte de la inglesa, fue la publicada por el Deutsches Museum de Múnich.

## Ediciones
- Georgii Agricolae. De Re Metallica libri XII. – Basileae: Froben. – 1556. – 590 s.
- Georgius Agricola. Vom Bergkwerck XII Bucher. – Basel: Froben. – 1557. – 486 s.
- Georgius Agricola. De Re Metallica. Edited by Herbert Clark Hoover and Lou Henry Hoover. – New York: Dover Publications. – 1950.